# Corte de' Cortesi con Cignone
Corte de' Cortesi con Cignone är en kommun i provinsen Cremona i regionen Lombardiet i Italien. Kommunen hade 1 082 invånare (2018).